# Muntanya Llemosina
La Muntanya Llemosina (en occità: Montanha Lemosina) és una comarca d'Occitània situada al Llemosí.
La ciutat principal és Sent Liunard.